# FC Metz
Football Club de Metz, često i FC Metz je nogometni klub iz francuskog grada Metza. Trenutačno se natječe u Ligue 1.

## Uspjesi
Ligue 1
- doprvak (1): 1997./98.

Coupe de France
- pobjednik (2): 1984., 1988.
- finalist (1): 1938.

Kup Alpa
- finalist (1): 1979.

Coupe de la Ligue
- pobjednik (2): 1986., 1996.
- finalist (1): 1999.

UEFA Intertoto kup
- finalist (1): 1999

## Poznati igrači
- Antun Rudinski (Anton Rudinski)
- Vladan Lukić
- Nenad Jestrović
- Sadio Mané
- Emmanuel Adebayor
- Miralem Pjanić
- Robert Pires
- Papiss Cissé

## Vanjske poveznice
- Službene stranice